# Emídio Garcia
Emídio Garcia, com o nome de nascimento Manuel Emygdio Garcia (Bragança, 6 de Outubro de 1838 — Lisboa, 15 de Outubro de 1904), foi um professor português.
Foi professor na Universidade de Coimbra, onde leccionou direito. Pertenceu ao Partido Republicano e como acérrimo defensor das teorias positivistas,  foi um dos colaboradores de revista "O Positivismo" dirigida por Teófilo Braga e Júlio de Matos. 
Emídio Garcia publicou o jornal "Correspondência de Coimbra".
Possui uma escola secundária com o seu nome em Bragança.

## Obras
- O Marquez de Pombal; lance d'olhos sobre a sua sciencia, politica e systema de administracão, ideias liberaes que o dominavam, plano e primeiras tentativas democraticas (Coimbra, Imprensa da Universidade, 1869)[2]